# Delphyre bimaculata
Delphyre bimaculata är en fjärilsart som beskrevs av Rothschild 1912. Delphyre bimaculata ingår i släktet Delphyre och familjen björnspinnare. Inga underarter finns listade i Catalogue of Life.